# Der Verrückte des Zaren

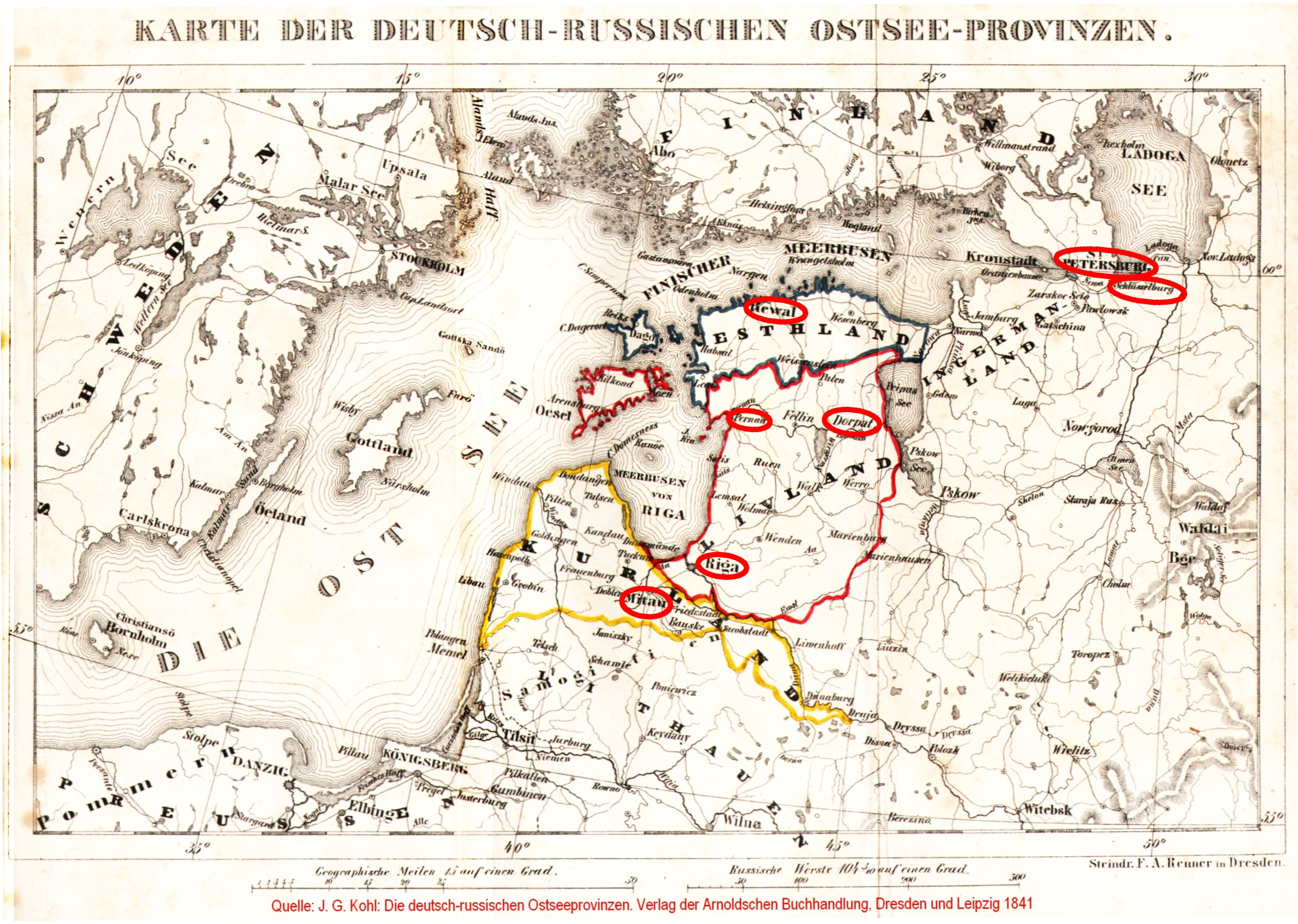
Die Handlungsorte des Romans in einer Karte der Ostseeprovinzen Estland, Livland und Kurland. Die ehemaligen (und heutigen) Namen der markierten Orte sind: Reval (Tallinn), Riga (Rīga), Dorpat (Tartu), Mitau (Jelgava), Pernau (Pärnu), St. Petersburg(Санкт-Петербург) und Schlüsselburg (Шлиссельбург)

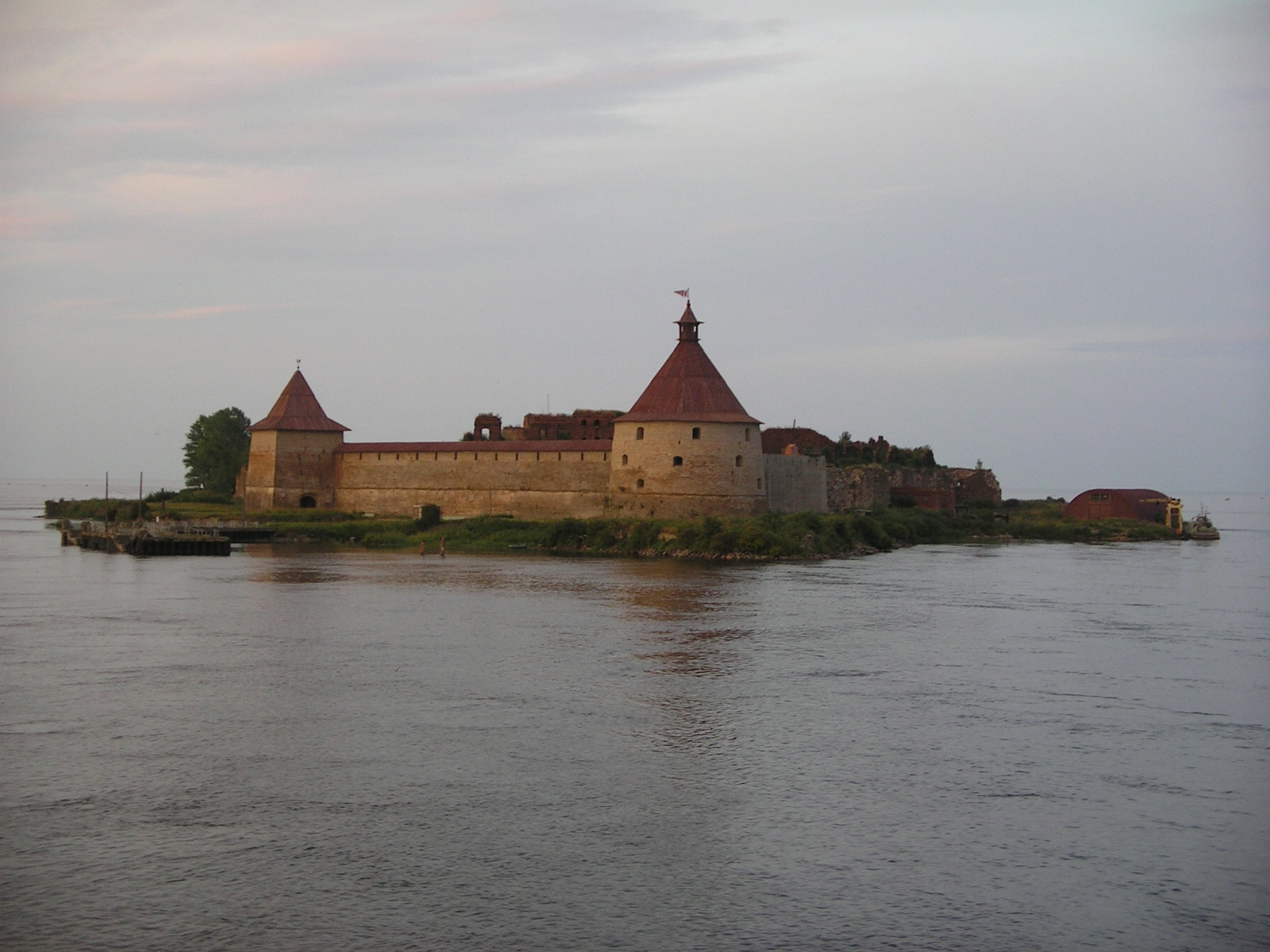
Festung Schlüsselburg, in der Timotheus von Bock inhaftiert war.

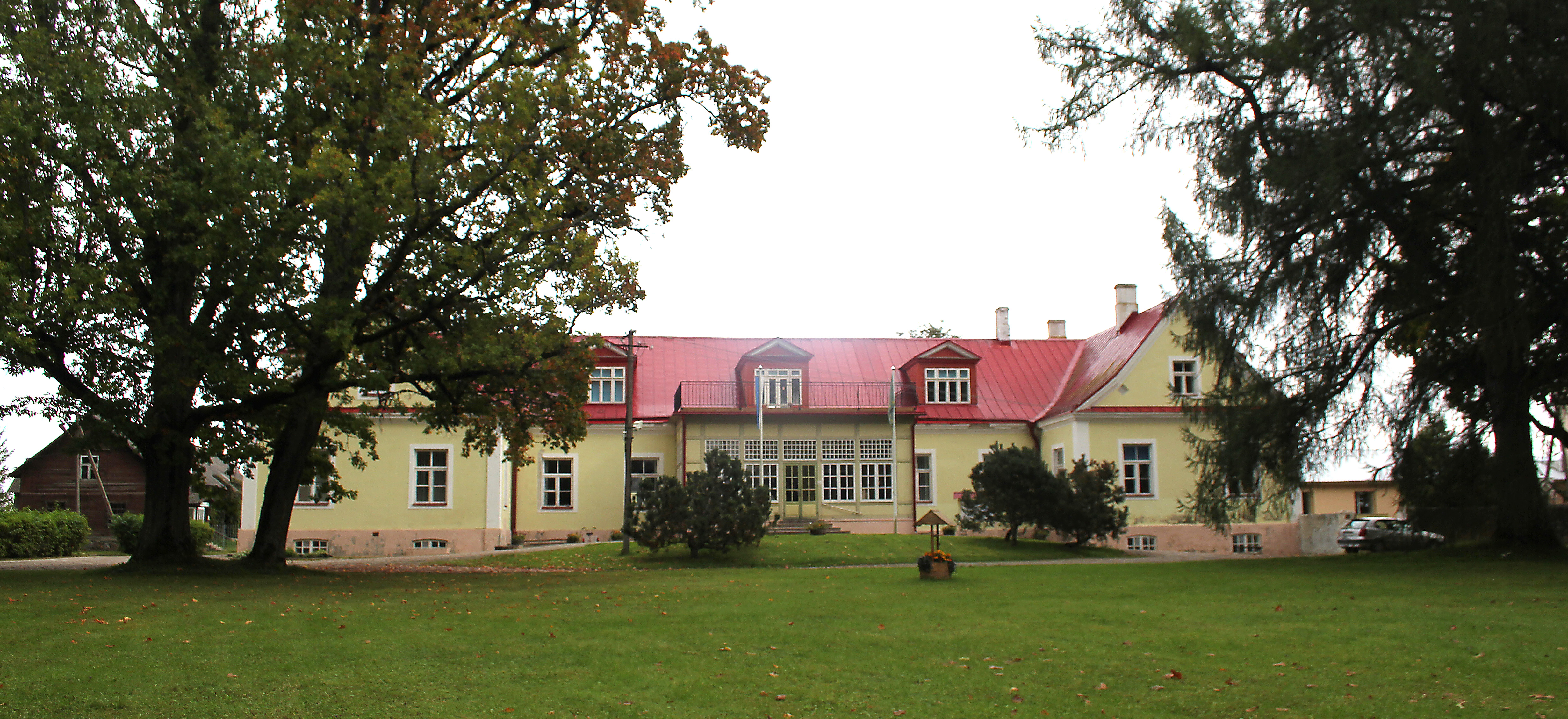
Das Gutshaus Woiseck, damals Wohnsitz der Familie von Bock.

Keisri hull (deutsche Übersetzung: Der Verrückte des Zaren, 1988) ist der Titel eines historischen Romans des estnischen Schriftstellers Jaan Kross (1920–2007).

## Roman
Der Roman erschien erstmals 1978 beim Staatsverlag Eesti Raamat. Er war entgegen der im damaligen Estnischen SSR häufigen Praxis nicht vorher in der estnischen Literaturzeitschrift Looming erschienen. Das Buch ist das meistübersetzte Buch von Jaan Kross und eines der meistübersetzten Bücher der estnischen Literatur überhaupt.

## Handlung
Der Roman ist als Tagebuch einer fiktiven Person, des Jakob Mättik genannten Schwagers der Hauptperson, angelegt. Diese Hauptfigur ist Timotheus von Bock, eine historische belegte Person, die von 1787 bis 1836 lebte. Er ist ein typischer Vertreter der deutschen Oberschicht in Estland, die nicht nur im Lande selbst das Sagen hatte, sondern deren Vertreter innerhalb des gesamten Zarenreich viele hohe Positionen in Regierung und Militär bekleideten.
Von Bock hatte es in Sankt Petersburg weit gebracht. Er war zur Vertrauensperson und zum Freund von Zar Alexander I., der von 1801 bis 1825 regierte, aufgestiegen. Gleichzeitig galt er innerhalb der deutschen Oberschicht als vergleichsweise unkonventionell, da er ein estnisches Bauernmädchen, Eeva, geheiratet hatte und damit gegen die herrschende Etikette verstieß. Denn in den Augen des Adels war die autochthone estnische Bevölkerung eine „undeutsche“ Klasse, mit der man nicht gemeinsame Sache machen konnte. Seine Braut hatte Timotheus zur Zeit der Leibeigenschaft samt ihren Angehörigen freigekauft.
In Diensten des russischen Zars hatte von Bock dem Autokraten versprochen, ihm immer die Wahrheit zu sagen, wenn es um die Zustände im Reich ging. Und dieses Versprechen löste er auch ein, was ihm alsbald zum Verhängnis wurde: In einem sachlichen Memorandum über die Zustände in Russland nahm von Bock kein Blatt vor den Mund und sagte frei heraus, wie es um die Dinge im maroden Riesenreich stand, nämlich überhaupt nicht gut. Alles war rückständig, statt Rechtsstaatlichkeit herrschte häufig Willkür, gründliche Reformen wie zum Beispiel eine moderne Verfassung mussten her. Hierin äußerte sich die gleiche aufklärerische Gesinnung, die den Adligen eine Estin hatte heiraten lassen.
Das aber ging dem Autokraten allerdings zu weit, und die Reaktion des Zaren angesichts so viel ungeschönter Ehrlichkeit entsprach den Zwängen des damaligen Systems. Timotheus von Bock fiel in Ungnade und wurde in der Festung Schlüsselburg inhaftiert, isoliert und gefoltert. Jahrelang war er gänzlich von der Bildfläche verschwunden.
Dann, 1827, in der Regierungszeit des neuen Zaren Nikolaus I. (1825–1855), wird von Bock offiziell für verrückt erklärt. Er darf seine letzten Lebensjahre relativ frei – allerdings unter ständiger Bespitzelung – im Kreise seiner Familie auf seinem Landgut Woiseck (Võisiku) in Estland verbringen. Hier setzt das Tagebuch des Schwagers ein, der nicht nur die alltäglichen Ereignisse, sondern in historischen Exkursen auch die Entstehungsgeschichte der Probleme seines Schwagers beleuchtet. Dabei wird ausführlich aus verschiedenen Dokumenten und Memoranden zitiert, während ebenso die einengende Bespitzelung und die unberechenbaren Launen von Timotheus beschrieben werden. Dadurch entsteht ein vielfältiges Bild von der adlig-intriganten Gesellschaft, aber auch von der Willkür der Autokraten sowie den inneren Widersprüchen des zaristischen Systems.
Aber nach gut zwei Jahren halten Eeva, Timotheus und Jakob die Situation nicht mehr aus und beschließen die Flucht ins westliche Ausland. Alles Notwendige wird konspirativ arrangiert. Im September 1829 wollen sie im Schutze der Nacht ein Schiff in Pernau (Pärnu) besteigen, das sie über die Ostsee und letztendlich in die Schweiz bringen soll. Aber in buchstäblich letzter Sekunde winkt Timotheus ab und weigert sich, das Land zu verlassen. Unverrichteter Dinge kehren sie aufs Landgut zurück, wo Timotheus von Bock, der Verrückte des Zaren, sieben Jahre später unter nie ganz geklärten Umständen – Selbstmord oder ein Unglück beim Waffenreinigen? – stirbt.

## Interpretation
Der Roman – 1978 erschienen, d. h. gleichsam im Zenit Breschnewscher Stagnationspolitik und ein Jahr vor dem sowjetischen Einmarsch in Afghanistan – ist immer wieder vor allem als Allegorie auf die Zustände in der Sowjetunion gelesen worden.
Das beginnt schon im ersten Absatz, in dem der Tagebuchschreiber sich den Kopf über den Sinn und die Gefährlichkeit des Tagebuchschreibens zerbricht: „Denn ob vom Tagebuchführen überhaupt die Rede sein kann, ist unmöglich vorauszusehen. So zweifelhaft erscheint es – in unseren zum Tagebuchschreiben so ungünstigen Zeiten, in einem so unpassenden Land und in unserer für diesen Zweck völlig untauglichen Familie.“ Folglich muss das Tagebuch ein geheimes bleiben, deutlicher kann die Parallele zur zeitgenössischen Sowjetgesellschaft nicht sein.
Solch eine Deutung hat sicher ihre Berechtigung, historische Prosa wird häufig in totalitären Gesellschaften dazu benutzt, um zeitgenössische Probleme zu behandeln. Dennoch wäre es zu kurz gegriffen, den Roman bloß als Allegorie auf den Sozialismus zu lesen. In dem Roman geht es Jaan Kross wie auch in vielen seiner anderen explizit um den Problemkreis „Macht – Loyalität – Wahrheit“. Wir sehen die Hilflosigkeit der Herrscher, die abhängig sind von der sie tragenden Adelsschicht, weswegen diese Hilflosigkeit umschlagen kann in Furcht vor rebellierenden, aufbegehrenden Untertanen; und wiederum das kann zu einer skrupellosen Ausübung ihrer Macht führen. Für den „Verrückten“ geht es dabei um das Abwägen zwischen konsequentem Fortschreiten auf dem eingeschlagenen Weg, also der Erfüllung des Wahrheitsschwurs, und dem Verlassen desselben, um seine eigene Haut zu retten. Welchen Stellenwert hat die eigene Freiheit und was ist das überhaupt?
Die Kulmination des Romans in der Fluchtverweigerung enthält gleichzeitig die Kernaussage: Eine Flucht wäre gleichzusetzen gewesen mit Aufgabe, Anpassung, Unterordnung. Der Wille, im Lande zu bleiben, ist gerade keine Anpassung, sondern ein kompromisslos aufbäumender Protest. Im Vordergrund steht demzufolge das widerspenstige Daheimbleiben, die störende und störrische Anwesenheit, die den Machthabenden so unliebsam ist.
Derlei Fragestellungen sind nicht auf totalitäre Systeme beschränkt, sondern von globaler Relevanz. Daher ist der Roman auch Jahrzehnte nach seinem Erscheinen und nach dem Systemwechsel im Lande seiner Entstehung – Estland ist seit 1991 wieder unabhängig – einer der wichtigsten Texte der estnischen Literatur, der immer wieder zu Neulesungen und Neuinterpretationen anregt.

## Berühmte Zitate
(Eine deutsche Adlige angesichts des Kirchenbesuchs von Bocks mit seiner estnischen Frau:)
„Eher werde ich im Kuhstall mein Gebet sagen! Da weiss man wenigstens, wo man ist!“ (auch im estnischen Original auf Deutsch)
(Timo beim Abblasen der Flucht:) „Ich kann nicht fahren. (…) Ins Ausland geht nur, wer sich rächen will. (…) Wer etwas Wesentlicheres will, bleibt zu Hause. (…) Dies ist meine Schlacht – mit dem Zaren, mit dem Zarenreich, mit dem, was wir haben (…) Nein, nein, wenn schon weg, dann nicht in die Schweiz, sondern dorthin (…) hinter Irkutsk, wo die anderen schon sind. Für mich ist es das einzig richtige dort zu sein, wo man mich zu sein zwingt. Dort – wie ein eiserner Nagel im Fleisch des Zarenreiches …“

## Rezeption

### Rezeption in Deutschland
Mit insgesamt sieben Buchausgaben und einer Gesamtauflage von schätzungsweise 60.000 Exemplaren gehört der Roman zu den am weitesten verbreiteten Texten der estnischen Literatur im deutschsprachigen Raum.
Die erste deutsche Ausgabe erschien 1988 in der DDR, und zwar neben der regulären Edition beim Verlag Rütten & Loening auch in der Buchclub-Edition.
Nach dem Zusammenbruch der DDR wurde 1990 beim Hanser-Verlag dieselbe Übersetzung erneut herausgebracht, gefolgt von drei Taschenbuchausgaben bei dtv und schließlich einer Ausgabe innerhalb einer Reihe der Süddeutschen Zeitung. Insgesamt ist die Hanser-Ausgabe mindestens 30 Mal in den deutschen Feuilletons rezensiert worden.

### Übersetzungen in andere Sprachen
Die nachfolgende Liste ist vermutlich nicht vollständig, da die exakte Anzahl der Übersetzungen auch dem Autor selbst nicht bekannt war, zumal gelegentlich Piratausgaben veranstaltet wurden. In Klammern ist der Übersetzer bzw. die Übersetzerin angegeben.
- 1982: Finnisch – Keisarin hullu (Juhani Salokannel). Helsinki: WSOY.
- 1983: Schwedisch – Kejsarens galning (Ivo Iliste, Birgitta Göranson). Bromma: Fripress Bokförlag.
- 1983: Ungarisch – A cár örültje (Gábor Bereczki). Budapest: Európa könyvkiadó.
- 1984: Russisch – Императорский безумец (Olga Samma). Moskva: Sov. Pissatel.
- 1984: Bulgarisch – Императорският безумец (I. Totomanov). Sofija: Narodna kultura.
- 1985: Tschechisch – Blázon Jeho Veličenstva (Vladimír Macura). Praha.
- 1985: Litauisch – Imperatoriaus beprotis (Danutė Sirijos Giraitė). Vilnius.
- 1985: Slowakisch – Blázon z vôle Jeho Velinčenstva (Ivan Slimák). Bratislava.
- 1986: Norwegisch – Keisarens galning (Turid Farbregd). Oslo
- 1988: Deutsch s. o.
- 1988: Polnisch – Cesarski szaleniec (Henryk Chłystowski). Warszawa.
- 1988: Ukrainisch – Императорский божевiлец (O. Zavgorodni). Kiev: Dnipro.
- 1989: Französisch – Le fou du tzar (übers. von Jean-Luc Moreau). Paris: Laffont.
- 1992: Dänisch – Tsarens galning (Søren Sørensen). København.
- 1992: Niederländisch – De gek van de tsaar (Ronald Jonkers). Amsterdam: Prometheus.
- 1992: Englisch – The Czar's Madman (Anselm Hollo). New York: Pantheon.
- 1992: Portugiesisch – O louco do czar (R. Freire d'Aguiar). São Paulo.
- 1992: Spanisch – El loco del zar (Joaquín Jordá). Barcelona.
- 1994: Italienisch – Il pazzo dello zar (Arnaldo Alberti). Milan.
- 1995: Japanisch – 狂人と呼ばれた男 あるエストニア貴族の愛と反逆 (Kyōjin to yobareta otoko: Aru Esutonia kizoku no ai to hangyaku) (Fuyuhi Sawasaki). Tokio: Nihon Keizai Shimbun.
- 1997: Neugriechisch –
- 1999: Lettisch – Ķeisara trakais (Maima Grinberga). Rīga.
- 2009: Kroatisch – Careva luda (Ivana Šojat-Kuči). Zagreb: Fraktura.
- 2017: Mazedonisch – Царевиот лудак (Marija Trajikoska). Skopje: Prozart Media 2017. 452 S.